# نیازمندی‌ها
آگهی نامه یا نیازمندی‌ها معمولاً به مجموعه‌ای از تبلیغات دسته‌بندی شده گفته می‌شود که از روش‌های مختلف در اختیار مشتریان قرار می‌گیرند و به آن‌ها این امکان را می‌دهند که نیازهای روزمره خود را از طریق فهرست موضوعی آگهی‌‌ نامه بیابند.
آگهی نامه‌ها در روش‌های مختلفی عرضه می‌شوند.
یکی از روش‌های سنتی انتشار آگهی نامه، روش چاپی می‌باشد. برای سایر روش‌های آگهی نامه می‌توان وب سایت، نرم‌افزارهای مالتی مدیا و نرم‌افزارهای موبایل را نام برد.
یکی از معروف‌ترین آگهی نامه‌های چاپی، نیازمندی‌های همشهری ست.
از روش‌های جدید و مدرن در ایران، آگهی نامه‌های اینترنتی می‌باشند و شبکه بی پی کارت از جمله مطرح ترین‌های حوزه وب سایت و اپلیکیشن موبایل می‌باشد.
معمولاً دو شیوه در آگهی نامه‌ها بیش تر رواج دارد؛
در روش اول، صاحبان مشاغل، فروشندگان کالا و ارائه دهندگان خدمات، شرحی از فعالیت خود را به مخاطبان معرفی می‌کنند و به جذب مشتری اقدام می‌کنند
و در روش دوم، آگهی نامه‌ها نقش بنگاه‌های حراجی را بازی می‌کنند. بدین صورت که فروشنده محصول، مشخصات یک وسیله (معمولاً مستعمل و دسته دو) را در آگهی نامه درج می‌کند و کسانی که به وسیله معرفی شده نیاز دارند، آن را خریداری می‌کنند. که این مورد گاهی به صورت مزایده نیز ایجاد می‌شود.
نیازمندی‌های آنلاین و روزنامه در دنیای مدرن تاثیرگذار هستند. برخی از نیازمندی‌های آنلاین شامل دسترسی به اینترنت، امنیت داده‌ها، سرویس‌های ابری، و ابزارهای ارتباطی الکترونیکی می‌شوند. در حوزه روزنامه نیازمندی‌ها شامل اطلاعات دقیق و متنوع، دسترسی به تحلیل‌ها و نقدها، و امکان اشتراک و تبادل نظر با خوانندگان است. این نیازمندی‌ها به تحول رسانه و ارتباطات در دنیای دیجیتال پاسخ می‌دهند و برای افراد و جامعه اهمیت زیادی دارند.
در حوزه نیازمندی‌های آنلاین در ایران، برخی از این نیازها عبارتند از:
1. **اینترنت پرسرعت و پایدار:** دسترسی به اینترنت با سرعت بالا و پایدار از اهمیت زیادی برخوردار است.
2. **پلتفرم‌های خدمات بانکی آنلاین:** امکان انجام عملیات بانکی، انتقال وجه و پرداخت قبض به صورت آنلاین.
3. **فروشگاه‌های آنلاین:** امکان خرید آنلاین از فروشگاه‌های معتبر با گستره وسیعی از محصولات.
4. **پلتفرم‌های اشتراک ویدئویی:** دسترسی به سرویس‌های اشتراک ویدئویی با محتوای متنوع.
5. **پلتفرم‌های اشتراک موسیقی:** دسترسی به سرویس‌های اشتراک موسیقی برای گوش دادن به موسیقی مورد علاقه.
6. **پلتفرم‌های اشتراک کتابخوانی:** امکان خواندن کتاب‌ها به صورت آنلاین از طریق پلتفرم‌های اشتراک.
7. **پلتفرم‌های تحویل غذا:** امکان سفارش آنلاین غذا و تحویل به دomicile.
8. **پلتفرم‌های گردشگری آنلاین:** برنامه‌ها و سرویس‌های مرتبط با توریسم و رزرو هتل و بلیط.
این نیازمندی‌ها به توسعه فعالیت‌های آنلاین و راحتی افراد در این حوزه کمک کرده و تأثیرگذاری بسیاری در زندگی روزمره دارند.
برخی از نیازمندیهای مطرح تبلیغاتی در ایران:
سایت ایستگاه
سایت نیاز روز
نیازمندیها ایرانیاز
سایت ایفروش
سایت نیازپرداز
سایت دیوار
سایت شیپور

## محدودیت‌ها
در تاریخ ۲ شهریور ۱۳۸۹، با اعلام دفتر تبلیغات و اطلاع‌رسانی وزارت فرهنگ و ارشاد اسلامی، چاپ و انتشار آگهی‌های مربوط به نگهداری، خرید و فروش، غذای حیوانات خانگی (به ویژه سگ و گربه) در آگهی نامه‌ها ممنوع شد
در تاریخ ۲۸ آذر ۱۳۸۹، مدیر کل مطبوعات و خبرگزاری‌های داخلی وزارت فرهنگ و ارشاد اسلامی اعلام کرد: انتشار هر گونه نشریه به صورت آگهی نامه ممنوع و غیرمجاز است و انتشار نشریات به این صورت که ۱۰۰ درصد مطالب آن آگهی باشد، غیرقانونی بوده و هر نشریه‌ای حداکثر ۳۰ درصد حجم خود را می‌تواند به آگهی اختصاص دهد.